# Antiqua

Antiqua

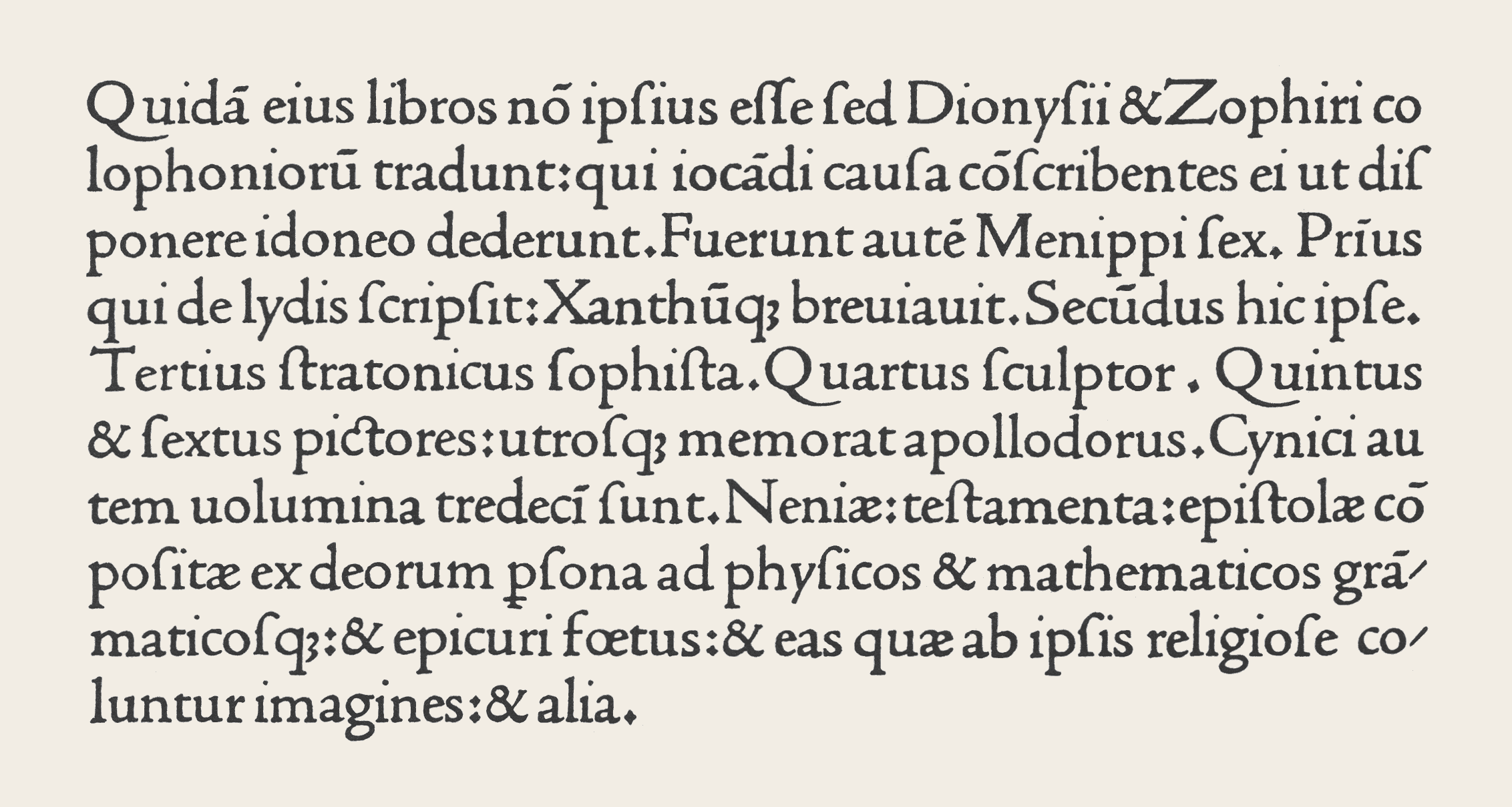
Een afdruk van Nicholas Jensons romein gebruikt in Venetië, circa 1470. De "lange s", die lijkt op een "f" zonder dwarsstreepje, raakte buiten gebruik in de 19e eeuw.

Antiqua is een naamgeving voor een groep lettertypen ontworpen tussen ongeveer 1470 en 1600, in het bijzonder die van Nicholas Jenson en de zogenaamde aldine romein bedacht door Aldus Manutius en gesneden door Francesco Griffo.
De Antiqua-lettervormen zijn gemodelleerd naar een combinatie van Romeinse kapitalen, zoals die voor inscripties gebruikt werden, en de Karolingische minuskel. Ze zijn ook bekend onder de term Venetiaanse letters; een in het Engels gebruikte aanduiding is 'old style'.
Tegenover de Antiqua staat de Duitse Fraktur (in het Engels: blackletter) met een 'gebroken' lettervorm. In de 19e en 20e eeuw was er in Duitsland een dispuut of het schrift in de modernere Antiqua, dan wel in de hoog-ontwikkelde Fraktur gezet moest worden.